# 徐淙祥
徐淙祥（1953年—），男，汉族，安徽太和人，中华人民共和国职业农民、政治人物，中国共产党党员，第十二届全国人民代表大会安徽地区代表，有“皖北麦王”之称。

## 生平
毕业于阜阳农广校农学专业。2013年，当选为第十二届全国人大代表。2018年2月24日，当选为第十三届全国人大代表。